# Vojnik
Vojnik je gručasto trško naselje z okoli 2.500 prebivalci in središče istoimenske občine v Sloveniji. Leži na severovzhodnem delu celjske kotline ob regionalni cesti Celje-Slovenske Konjice, približno 10 km od Celja. Skozi naselje teče reka Hudinja. Na severu ga omejuje Vojniški hrib (394 m), na vzhodu pa Tomažev hrib (445 m). Poleg naselja okoli starega trškega jedra vključuje še zaselke Gmajna, Gorica, Kurjastec, Petelinjek in Pod Tomažem. 
Pred ustanovitvijo lastne občine je Vojnik z okoliškimi naselji spadal pod Mestno občino Celje. Večina prebivalcev se vozi na delo v Celje, s katerim je Vojnik povezan z redno primestno avtobusno linijo. Od gospodarskih dejavnosti sta tu razvita kmetijstvo (predvsem hmeljarstvo) in storitvene dejavnosti. V poslopju, ki je bilo zgrajeno leta 1892 kot hiralnica, je od 1962 ena od večjih psihiatričnih ustanov v Sloveniji - Psihiatrična bolnišnica Vojnik.

## Zgodovina
Skozi rimsko naselje na tem mestu je v antiki vodila cesta med Celeio in Poetoviom. V pisnih virih se prvič omenja leta 1165 kot Hohenecke (nemško Visoki kot) oz. Hohenegg, kot trg pa posredno leta 1306. 1363 so posest nad njim dobili Celjski grofje, po njihovem propadu pa Habsburžani. Od 1613 je Vojnik središče istoimenske župnije. Današnje ime 'Vojnik' izhaja iz podomačitve nemškega toponima s pomočjo štajerske proteze.